# Rob Vanoudenhoven
Robert Guy (Rob) Vanoudenhoven (Mechelen, 31 juli 1968) is een Belgische presentator die in de jaren 90 als werknemer bij Woestijnvis voor het eerst bekendheid kreeg als panellid in het programma Alles kan beter en dankzij zijn programma De XII werken van Vanoudenhoven plotseling veel faam kreeg in Vlaanderen. Hij staat bekend als komiek en om zijn vaak sensationele programma's of stunts.

## Biografie

### Vroege carrière
Vanoudenhovens tv-carrière begon begin jaren 90 toen hij samen met Chris Borry scenario's schreef voor Chris Van den Durpel voor de programma's De Drie Wijzen en later Typisch Chris. Hij speelde ook af en toe mee in enkele sketches, deed de straatinterviews.  Hij startte ook als publieksopwarmer. Later werkte hij als redacteur voor Publiek Geheim (vrijdagavondshow met Ben Crabbé) en VIP VIP gepresenteerd door Andrea Croonenberghs.
Op zeker moment werd hij als lid van de Belgische Improvisatie Liga ontdekt door Mark Uytterhoeven, die hem in 1997 als enige onbekende in het panel liet deelnemen aan het humoristisch Canvas-tv-programma Alles kan beter. Vanoudenhovens eerste verschijning in het programma werd meteen legendarisch doordat hij zichzelf voorstelde als "De man waar iedereen zich nu van afvraagt: who the fuck is Rob Vanoudenhoven?" Door zijn deelname aan de twee seizoenen van Alles kan beter 1997-1998 en 1998-1999 steeg Vanoudenhovens bekendheid en populariteit in Vlaanderen.

### De XII werken van Vanoudenhoven
Door zijn succes in Alles kan beter kreeg Vanoudenhoven in 1998 de kans een eigen show te maken en presenteren op TV1 (tegenwoordig VRT 1): De XII werken van Vanoudenhoven, een wekelijks zondagavondprogramma, dat draaide rond opdrachten die hij van een bekende Vlaming kreeg tot een goed einde moest brengen. Als hij in zijn opzet slaagde moest de bekende Vlaming een tegenprestatie uitvoeren. Vanoudenhoven wist zichzelf en zijn programma in slechts een aantal weken tijd tot een nationaal fenomeen uit te bouwen. Via allerlei stunts en de wijze waarop hij overal in de media opdook werd hij langzaam maar zeker nationaal bekend en werd zijn programma een kijkcijferkanon.

### Programma's na de XII Werken
Samen met Uytterhoeven presenteerde hij dat najaar Alles komt terug, een programma met gasten waarmee ze door het archief doken. Alles komt terug, verwijzend naar dingen die in die tijd terug in de mode kwamen, de Volkswagen Kever, de minirok etc...
In 2002 ging Via Vanoudenhoven op antenne. Bekende Vlamingen werden in deze reeks uitgenodigd om samen met Vanoudenhoven een reis te ondernemen. Het eindpunt was altijd een figuur die de gast graag wilde ontmoeten. Zo wilde bijvoorbeeld Sam Gooris Britney Spears eens spreken, Wim Opbrouck Jodie Foster en Herr Seele Jean-Claude Van Damme.
Hierna was Vanoudenhoven wekelijks te zien in De laatste show toen deze van 2003 tot 2006 door Uytterhoeven gepresenteerd werd. Ook presenteerde hij in 2004 Het Rob-Rapport, waarin hij op komische wijze allerlei weetjes, percentages en statistieken rond de gemiddelde Vlaming onderzocht. Hierna volgde nog De Thuisploeg, een eerste poging van de VRT een interactief spelprogramma te maken waarbij zowel het studiopubliek als de kijkers thuis via teletekst konden meespelen. In 2006 speelde hij een gastrol in het programma En Daarmee Basta als zichzelf.
In 2004 presenteerde hij op Canvas de Wielerquiz Quizta.

### Overstap naar VTM
In juli 2005 stapte Vanoudenhoven over van de VRT naar VTM (van respectievelijk Woestijnvis naar Eyeworks).  Voor VTM maakte hij het programma Robland, waarin hij trachtte in acht weken een nieuw land te stichten. 
In het najaar van 2006 zong Vanoudenhoven samen met Isabelle A in de zangwedstrijd Just the Two of Us.
In maart 2007 presenteerde Vanoudenhoven samen met nieuwsanker Birgit Van Mol het VTM-programma De Nationale IQ Test. Nadien trad hij ook regelmatig op in het programma GodzijDank. Later dat jaar was hij tevens te zien in De Nationale Rijtest.
In 2008 was Vanoudenhoven kapitein in het programma Niets dan de waarheid.

### 2010
Vanoudenhoven start zijn coverband, Camping Esmeralda.  Hij brengt al zijn beste vrienden samen, waaronder Dean Delannoit, winnaar van Idool in 2007.  Vanoudenhoven zingt zelf een paar nummers, maar laat de zang graag verder over aan Dean om zich te concentreren op zijn basgitaar.
In het najaar van 2010 was hij expeditieleider in op avonturenprogramma Missie Amazone.

### 2012:Taxi VanoudenhovenenBelgium's Got Talent
In de zomer van 2012 keerde Vanoudenhoven terug naar de VRT. Op de zender Eén presenteerde hij Taxi Vanoudenhoven. Het ging om een wekelijks quizprogramma waarin Vanoudenhoven mensen meenam in een taxi en die taxipassagiers vervolgens door vragen op te lossen geld konden verdienen. In het najaar van 2012 zetelde hij, samen met Karen Damen en Ray Cokes, in de jury van Belgium's Got Talent, de Belgische variant van de populaire talentenwedstrijd Britain's Got Talent. Het programma was te zien op VTM en werd gepresenteerd door Koen Wauters. Hij was jurylid van 2012-2015.
Vanoudenhoven werkt nog steeds als opwarmer voor televisie en geeft coachings.  Hij is nog geregeld te zien en te gast op televisie.
In 2019 werd hij een wekelijkse gast op radiozender Nostalgie in het ochtendblok van Sebastian Decrop.
Vanoudenhoven is regelmatig te gast als 'rechter' in het seizoensgebonden humoristische programma De Rechtvaardige Rechters op Radio 2. 
November 2023 vierde Canvas zijn 25-jarig bestaan met een ludieke tafelquiz.  Vanoudenhoven schoof aan tafel bij Guy Mortier, Mark Uytterhoeven en Frieda Van Wijck.  
KUNST
In 2020 verkende Vanoudenhoven de kunstwereld. Al is hij sinds zijn jonge jaren altijd met kunst bezig geweest, kwam hij hiermee naar buiten en stelde hij tentoon in de Verbeke Foundation.  Hij stelde ook tentoon in Bree, tentoonstelling Hallelujah onder curator Bart Ramakers, Lier, Kuurne en Oostende.  Voor de tentoonstelling "Strange Days" in Oostende (galerie Papillon) maakte hij zijn eerste installatie, De Huidhonger 1. 
In maart 2023 organiseerde galerie Mixart zijn eerste solotentoonstelling. 

## Trivia
- Rob Vanoudenhoven heeft een cameo in de stripreeks De Kiekeboes. In strook 12 van het album Blond en BlauW (1999) loopt hij met een doos waarop "XII" geschreven staat onder de arm. Dit is een verwijzing naar zijn televisieprogramma De XII werken van Vanoudenhoven.  Hij ging te rade bij striptekenaar Merho.
- In 2004 nam Vanoudenhoven deel aan het tweede seizoen van De Slimste Mens ter Wereld. Hij moest na zes deelnames de quiz verlaten.

## Televisie

### Acteur
- En daarmee basta (2006) - als zichzelf
- Het geslacht De Pauw (2005) - als zichzelf
- Typisch Chris (1995) - als Doctor, saxofonist, agent

### Zichzelf
- Code van Coppens (2019) - samen met Sven De Ridder
- Gert Late Night (2018)
- Tegen de sterren op (2016)
- Zijn er nog kroketten (2015)
- Beste Kijkers (2015)
- Lang leve (2013)
- Belgium's Got Talent (2012-2015) - als jurylid
- Mag ik u kussen? (2010-2011)
- De Slimste Mens ter Wereld (2010-2011, 2017) - als kandidaat (2010, 2017) en als jurylid (2011)
- Het sterke geslacht (2010)
- Missie Amazone (2010)
- De chriscollectie (2010)
- De schuld van VTM (2009)
- 101 vragen aan ... (2007)
- De foute quiz (2007)
- Gaston 80 (2007)
- Onder de tram (2006)
- De parelvissers (2006)
- Blokken (2005)
- De (bij ons) thuisploeg (2005)
- Booh! (2005)
- Quizta (2004)
- Feest! 50 jaar televisie (2003
- De pappenheimers (2003, 2010)
- De leukste eeuw van ... (2002)
- Alles komt terug (2001, 2011)
- De laatste show (1999)
- Alles kan beter (1997-1999)

- De XII werken van Vanoudenhoven (1998)
- Via Vanoudenhoven
- Het Rob-Rapport
- De Thuisploeg
- Robland
- Just the Two of Us
- De Nationale IQ Test
- GodzijDank
- De Nationale Rij-test
- Niets Dan De Waarheid
- Taxi Vanoudenhoven

## Film
- Alles moet weg (2008)
- Misstoestanden (2000) - als Fernand Goegebeur
- Finding Nemo (stem Nederlandstalige versie)
- Robots (stem Nederlandstalige versie)

Laatste (per 2 januari 2009):
Joyce Beullens · Tom De Cock · Sebastian Decrop · Evy Gruyaert · Johan Henneman · Mark Heyninck · Anneleen Liégeois · Kris Luyten · Caren Meynen · Dave Peters · Marc Pinte · Thibaut Renard · Ann Reymen · Ben Roelants · Benjamien Schollaert · Elias Smekens · Stijn Smets · Lotte Stevens · Ann Van Elsen · Brecht Vanmeirhaeghe · Sofie Van Moll · David Van Ooteghem
Geschiedenis (1992–2009):
Jan Bosman · Ben Crabbé · Dominique Crommen · Erwin Deckers · Steve De Coninck-De Boeck · Kevin De Geest · Leen Demaré · Bart De Prez · Margot Derycke · Marc Deschuyter · Els Ermens · Michel Follet · Anne Gies · Jeroen Gorus · Walter Grootaers · Kristof Hayen · Geert Hoste · Mark Lefever · Kristien Maes · Kris Mannaerts · Luc Mertens · Johan Notenbaert · Sven Ornelis · Jaak Pijpen · Alexandra Potvin · Katja Retsin · Fien Sabbe · Bart Saerens · Mieke Scheldeman · Cara Van der Auwera · Iris Van Impe · Birgit Van Mol · Rob Vanoudenhoven · Evert Venema · Sofie Verbruggen · Ronald Verhaegen · Peter Verhulst · Jean Vijdt · Robin Vissenaekens · Albrecht Wauters · Niels William · Yasmine